# 对硝基苯酚
对硝基苯酚（又称：4-硝基苯酚），是一种含有一个硝基，并且这个硝基与羟基处在苯环相对位置上的一种酚类化合物。

## 基本性质
对硝基苯酚有两种结晶形态。α形态是无色针状晶体，在室温下不稳定，但在阳光照射下稳定。β形态是黄色针状晶体，在室温下稳定，在阳光照射下会逐渐变红。通常状态下的对硝基苯酚是这两种形态的混合物。
在溶液中，对硝基苯酚的电离平衡常数（pKa）在22°C是7.08。溶液会呈现无色或金黄色，且化合物在溶液中电离得越多，溶液的黄色越明显。所以也可以用这个现象把对硝基苯酚当作一种酸碱指示剂。

## 制备
对硝基苯酚可由对硝基氯苯或对硝基溴苯在氢氧化钾的水-DMSO溶液中水解制得。

## 用途
对硝基苯酚是生产对乙酰氨基酚的中间体。它首先被还原成4-氨基苯酚，然后再使用乙酸或乙酸酐使它变成对乙酰氨基酚。

对硝基苯酚也是生产对氨基苯乙醚的原料。

## 毒性
对硝基苯酚会对眼、皮肤及呼吸系统造成损伤，并且会导致这些部位的炎症。它会对血液产生影响并产生高铁血红蛋白，从而诱发高铁血红蛋白症。当服用时，它有可能导致腹痛、呕吐。长时间与皮肤接触，会引起过敏性反应。目前还不清楚其是否会导致遗传病或是致癌。